# Milý
Milý (jusqu'en 1924 : Milé ; en allemand : Millai) est une commune du district de Rakovník, dans la région de Bohême-Centrale, en Tchéquie. Sa population s'élevait à 193 habitants en 2020.

## Géographie
Milý se trouve à 15 km au sud-sud-est de Louny, à 17 km au nord-est de Rakovník et à 45 km à l'ouest-nord-ouest de Prague.
La commune est limitée par Kozojedy au nord-ouest, par Žerotín au nord, par Bílichov et Pozdeň à l'est, par Srbeč au sud-est, par Bdín, Přerubenice et Kalivody au sud, et par Kroučová à l'ouest.

## Histoire
La première mention écrite de la localité date de 1381.

## Transports
Par la route, Milý se trouve à 27 km de Rakovník, à 32 km de Kladno et à 56 km du centre de Prague.